# Otis Livingston
Otis Antoine Livingston II (* 12. Oktober 1996 in Linden (New Jersey)) ist ein US-amerikanischer Basketballspieler.

## Werdegang
Livingston, dessen Vater Basketball an der University of Kansas sowie an der University of Idaho spielte, war Schüler der Linden High School im US-Bundesstaat New Jersey. Seine guten Leistungen, die er in der Basketballschulmannschaft zeigte, brachten ihm ein Stipendium für die George Mason University ein. Bereits in einem ersten Jahr als Student und Basketballspieler an der Hochschule war Livingston mit 11,9 Punkten der beste Korbschütze der George Mason University. Er steigerte diesen Wert in den folgenden Jahren noch (17,3 in der Saison 2017/18), ehe dieser im Spieljahr 2018/19 auf 12,9 fiel. Er wechselte 2019 in den bezahlten Basketballsport.
Livingston kam zunächst beim dänischen Erstligisten Horsens IC unter. An der Seite seines Landsmanns Roberto Gallinat, der in dieser Saison als bester Spieler der dänischen Liga ausgezeichnet wurde, erzielte Livingston für Horsens während des Spieljahres 2019/20 im Durchschnitt 11,9 Punkte je Begegnung.
Er spielte hernach in Nordmazedonien, dann für KK Mladost in Serbien. In der zweiten ABA-Liga brachte es der US-Amerikaner im Laufe des Spieljahres 2021/22 für Mladost auf Werte von 22,8 Punkten und 6,6 Vorlagen je Begegnung. Livingston nahm 2022 ein Angebot des deutschen Bundesligisten Crailsheim Merlins an, Mitte Februar 2023 wechselte er innerhalb der Spielklasse zu Medi Bayreuth. Mit den Oberfranken verpasste er den Bundesliga-Klassenerhalt. Livingston steigerte seine Punktausbeute in Bayreuth im Vergleich zu seiner Zeit in Crailsheim deutlich (von 12,9 auf 19,2 Punkte je Begegnung).
Die Würzburg Baskets verpflichteten den US-Amerikaner im Sommer 2023. Nachdem Livingston in 33 Hauptrundenspielen der Bundesliga-Saison 2023/24 unter Trainer Sašo Filipovski im Mittel 20,9 Punkte sowie 5,6 Vorlagen erzielt hatte, wurde er als bester Bundesliga-Spieler der Saison ausgezeichnet. In den letzten Spielen der Saison 2023/24, in denen Würzburg bis ins Halbfinale um die deutsche Meisterschaft vorstieß, fehlte Livingston verletzt. Er wechselte in der Sommerpause 2024 zu Galatasaray Istanbul. Auch bei der Mannschaft aus der türkischen Großstadt war Livingston treffsicher, erzielte in der Liga im Durchschnitt 15,2 Punkte je Begegnung.
Im Juli 2025 wurde er von Bàsquet Girona aus der spanischen Liga ACB unter Vertrag genommen.